# Aschitus annulatus
Aschitus annulatus är en stekelart som beskrevs av Erdös 1957. Aschitus annulatus ingår i släktet Aschitus, och familjen sköldlussteklar. Arten är reproducerande i Sverige.